# Gederner See
Der knapp 13 ha große Gederner See liegt im Wetteraukreis, ca. 35 km von der Kreisstadt Friedberg entfernt, von Feldern und Wiesen umgeben, am Rande des Naturparks Hoher Vogelsberg. Er ist einer der Quellorte der Nidder (Flussgebiets-Kennzahl 2486).

## Entstehung
Der Gederner See ist kein natürlicher See. Er wurde im 18. Jahrhundert vom Fürstenhaus Stolberg-Wernigerode, den Besitzern der vormaligen Herrschaft Gedern, als Fischgewässer angelegt, indem ein der Nidder zulaufender Quellbach angestaut wurde.

## Tourismus
Sein flacher Uferbereich macht ihn zu einem idealen Badesee mit einer sehr guten Badewasserqualität und einer Wassertemperatur bis zu 24 °C; Boote bleiben dem Uferbereich fern. An seinem Ufer gibt es einen Campingplatz, einen Bootsverleih und ein Familienferiendorf des Deutschen Erholungswerks.
Im See gibt es Karpfen, Welse und Hechte; das Angeln ist mit einer Angelberechtigungskarte, welche nach Vorlage eines Angelscheins und Zahlung von 10 Euro an der Rezeption erhältlich ist, erlaubt.
In den fünfziger Jahren erlangte der Gederner See eine gewisse Popularität, da der Sänger Elvis Presley während der Ableistung seiner Militärzeit in Friedberg bevorzugt dort badete. Ein Gedenkstein erinnert an ihn.

## Der „Gederner Seekrieg“ 2008 bis 2011
Der See steht im Eigentum von Philipp-Konstantin Fürst zu Stolberg-Wernigerode. Die Stadt Gedern hatte seit 1959 einen Pachtvertrag zugunsten einer Nutzung als Badesee, der Ende 2008 ausgelaufen ist. Da die beiden Parteien zu keiner Einigung bezüglich der Pachthöhe kamen, musste die Stadt Gedern alle von ihr für den Badebetrieb und den Bootsverleih installierten Anlagen abbauen. Zudem bekundete die Familie des Eigentümers ein Interesse an der Renaturierung des Sees.
Vermittlungsversuche der Kreisverwaltung scheiterten zunächst; das vom Besitzer angerufene Verwaltungsgericht Gießen entschied in erster Instanz, dass die Badenutzung erst 1959 begann und somit der ursprünglichen Anlage als Fischteich der Vorzug gebührt.
2011 einigten sich die Parteien schließlich auf einen neuen Pachtvertrag über 25 Jahre; dieser Vertrag wurde von der Stadtverordnetenversammlung im März 2011 unterzeichnet, so dass seit Sommer 2011 die Nutzung als Badesee für die nächsten 25 Jahre gesichert ist – mit Verlängerungsoption.